# FICE
Die Fédération Internationale des Communautés Educatives (FICE) ist ein weltweites Netzwerk für Menschen und Organisationen, die im Bereich der alternativen Kinder- und Jugendbetreuung arbeiten. Der Schwerpunkt der Tätigkeit dieses Netzwerkes liegt in der Verbesserung der außerfamiliären Erziehung (Heimerziehung, Jugendhilfsmaßnahmen, Jugendwohlfahrt). FICE Österreich, FICE Schweiz und die deutsche IGfH sind nationale Sektionen der FICE International. In der FICE sind in diesem Feld tätige Anbieter von Jugendhilfsmaßnahmen, Ausbildungsinstitute, Universitäten, Forschungsinstitute und Regierungsstellen vertreten.

## Geschichte
Die FICE wurde im Jahr 1948 unter der Schirmherrschaft der UNESCO in Trogen (Schweiz) gegründet. Sie unterhält Kontakte zu UNESCO und UNICEF, zum Europarat und zum ECOSOC. Sie ist Mitglied der UN-NGO-Gruppe für Rechte der Kinder sowie Mitglied der ENSACT. Präsidentin von FICE International ist Anna Schmid (Schweiz). FICE International umfasst mehr als 30 Ländersektionen auf fünf Kontinenten sowie weitere Organisations- und Einzelmitglieder. Jede dient als eine Schirmorganisation für Fachkräfte, NGOs und Soziale Dienste.
Bis 1990 gab es neben der Sektion in der Bundesrepublik Deutschland auch eine Sektion in der DDR.

## Ziele
Die FICE setzt sich ein für Kinder, die außerhalb der Familie betreut werden, Kinder mit speziellen Bedürfnissen und gefährdete Kinder. Das Hauptziel ist, die Qualitätsentwicklung der Kinder- und Jugendhilfe außerhalb der Familie sowie die Umsetzung der UN Rechte des Kindes zu fördern.

## Wirken
FICE, SOS-Kinderdorf und Fachkräfte aus über 30 europäischen Staaten waren an der Entwicklung der Qualitätsstandards für Heimerziehung beteiligt. Dieser Kriterienkatalog, benannt als Quality4Children Standards, ist eine Richtlinie und wird mittlerweile von Institutionen übernommen. Die Publikationen dieser Standards finden sich in derzeit 27 Sprachen, aber auch in einer kindgerechten deutschsprachigen Fassung.